# Takahiro Suwa
Takahiro Suwa (諏訪 高広 Suwa Takahiro?) (31 de julio de 1975) es un luchador profesional retirado japonés, más conocido por su nombre artístico SUWA.

## Carrera

### Toryumon (1997-2004)
Takahiro debutó en Toryumon bajo su nombre real el 11 de mayo de 1997, siendo derrotado por Tatsuki Fuji. Al poco tiempo, Suwa cambió su nombre a Judo Suwa y fue transferido, junto con Fuji, Shiima Nobunaga y Tokyo Magnum, a World Championship Wrestling, donde luchó como jobber durante algún tiempo, antes de volver a Toryumon Japan. Allí Suwa, Fuji y Shiima se unieron para formar el stable heel Crazy MAX, al que poco después se unió Yoshikazu Taru. Durante ese tiempo, Suwa se reveló como un individuo agresivo e impredecible, ganando una gran popularidad gracias a su temperamento iracundo y su propensión a atacar a todo el que le llevase la contraria. En abril de 1999, Suwa entró en un feudo con Dragon Kid que finalizó con Takahiro derrotándole para ganar el NWA World Welterweigh Championship. Sin embargo, sufrió una lesión durante esta rivalidad y necesitó tiempo de recuperación, siendo sustituido en el ring por Taru. A su retorno en agosto, ahora como SUWA (ya que sus compañeros también habían cambiado sus nombres a CIMA, TARU y Dandy Fujii), defendió su campeonato contra varios luchadores mientras Crazy MAX dominaba la promoción, hasta que lo perdió en julio de 2000 ante Kenichiro Arai.
Más tarde, Crazy MAX entró en un feudo con otro stable heel, M2K (Masaaki Mochizuki, Susumu Mochizuki & Yasushi Kanda), lo que convirtió en face a Crazy MAX. De nuevo enemistado con Dragon Kid, SUWA se enfrentó a él un Mask vs Hair Match en el que, después de numerosas irrupciones y de que Último Dragón ordenase revertir la inicial victoria de SUWA, Kid ganó, forzando a SUWA a raparse el pelo. En abril de 2001, SUWA participó en el torneo El Número Uno, donde fue derrotado en la final por Magnum TOKYO. Poco después, Crazy MAX ganó el UWA World Trios Championship tras ganar un torneo por él. Sin embargo, en julio, Crazy MAX perdió el título ante M2K, a lo que respondieron interviniendo en un combate titular de estos para hacer que lo perdieran ante Dragon Kid, Magnum TOKYO & Ryo Saito. Tiempo más tarde, Crazy MAX volvió a conseguir el título. A finales de 2001, SUWA entró en un cómico feudo con Raimu Mishima, a quien derrotó en todos los combates en un tiempo inferior a tres minutos.
A inicios de 2002, Crazy MAX (CIMA, TARU & Big Fuji) recuperaron el campeonato al derrotar a Italian Connection (Milano Collection A.T., YASSINI & YOSSINO); mientras tanto, SUWA ganaría el British Commonwealth Junior Heavyweight Championship contra Magnum TOKYO. Sin embargo, el equipo perdió el UWA World Trios Championship ante Do FIXER (Magnum TOKYO, Dragon Kid & Ryo Saito), con los que entrarían en un feudo a lo largo del año. Finalmente, CIMA, SUWA & Fuji recuperaron el título contra Italian Connection. A mediados de 2003, Crazy MAX volvió a perder el campeonato contra Do FIXER, mientras que SUWA perdería el suyo ante Condotti Shuji. A pesar de las numerosas victorias de Crazy MAX en combates por equipos, no lograron recuperar el campeonato. Sin embargo, en febrero de 2004, SUWA derrotó a Magnum TOKYO para ganar el Ultimo Dragon Gym Championship. En agosto de 2004, SUWA debió apartarse del ring debido a una lesión de hombro.

### Dragon Gate (2004)
Después de la ida de Último Dragón de la empresa, Toryumon Japan fue renombrado Dragon Gate, contratando a gran parte de los antiguos luchadores de Japan. Sin embargo, tras una estancia de un mes en la nueva promoción, SUWA dejó Dragon Gate. Más tarde, Takahiro explicaría en una entrevista que tenía la intención de retirarse pronto, y quería luchar para otras empresas antes de acabar. También comentó sus desavenencias con el nuevo estilo de Dragon Gate, que había quedado demasiado lejos de sus gustos.

### Pro Wrestling NOAH (2004-2007)
A su salida de Toryumon, SUWA fue contratado por Pro Wrestling NOAH, donde formó un trío con Low Ki & Ricky Marvin, mostrando la misma personalidad de su estancia en Crazy MAX. En septiembre de 2005, SUWA retó a Kenta por el GHC Junior Heavyweight Championship, pero perdió la lucha por descalificación.
A finales de 2006, SUWA & Go Shiozaki formaron parte de una embajada de NOAH enviada a Ring of Honor, donde compitieron contra Doug Williams & Jody Fleisch; además, SUWA se enfrentó a Bryan Danielson por el ROH World Championship, siendo derrotado. A su retorno a NOAH, SUWA hizo equipo con Akira Taue para competir en un torneo por GHC Tag Team Championship, pero fueron eliminados en la segunda ronda por Takuma Sano & Yoshihiro Takayama.
El 10 de diciembre de 2006, SUWA hizo equipo con el grupo Voodoo Murders (Shuji Kondo & YASSHI), dirigido por su viejo amigo TARU, para enfrentarse a Akira Taue, Atsushi Aoki, Mushiking Terry & Taiji Ishimori. Después de perder la lucha, SUWA anunció su intención de retirarse de la lucha libre.

### Retiro
En febrero de 2007, SUWA luchó en dos combates conmemorativos, apareciendo en UWAI Station haciendo equipo con Último Dragón para derrotar a TAJIRI & KUSHIDA y en All Japan Pro Wrestling con TARU para vencer a Kensuke Sasaki & Raimu Mishima. Tras ello, SUWA celebró un evento de retiro en el que luchó contra Shuji Kondo y CIMA. Acabada la noche, Suwa se retiró finalmente de la lucha libre profesional.

### National Wrestling Alliance (2011-2012)
En 2011, SUWA fue contratado por National Wrestling Alliance como árbitro. Gracias a ello, realizó varias apariciones esporádicas en Pro Wrestling ZERO1 como árbitro especial.

### Retorno a Pro Wrestling NOAH (2013)
En enero de 2013, Suwa declaró que salía de su retiro y comenzó a aparecer de nuevo en Pro Wrestling NOAH, en calidad de freelancer. Suwa adoptó el nombre de Maybach Taniguchi Jr. y pasó a formar parte de No Mercy como el (kayfabe) hijo de Maybach Taniguchi. El 31 de marzo, Suwa volvió a su nombre de SUWA al ser derrotado por Maybach, continuando en su grupo.

## En lucha
- Movimientos finales
  - FFF[1][2] (Lifting double underhook facebuster, a veces desde una posición elevada)[2]
  - Sweeter Bomb[1][2] (Leg trap sunset flip powerbomb revirtiendo una hurricanrana del oponente)
  - Diving elbow drop[5]

- Movimientos de firma
  - John Woo[1] (Running high-impact dropkick)
  - Jet Pool[2] (Electric chair facebuster)
  - Belly to back suplex
  - Brainbuster[6]
  - Camel clutch[5]
  - Diving headbutt
  - Flapjack
  - Kimura lock con neckscissors[7]
  - Knee drop
  - Low blow
  - Over the top rope suicide dive
  - Running lariat,[2] a veces desde una posición elevada[5]
  - Sitout crucifix powerbomb
  - Slingshot elbow drop
  - Tilt-a-whirl backbreaker

- Mánagers
  - TARU
  - TARUcito

## Campeonatos y logros
- International Wrestling Revolution Group
  - Distrito Federal Trios Championship (1 vez) – con Shiima Nobunaga & Sumo Fuji[8]
  - Copa Higher Power (1998) - con Último Dragón, Magnum Tokyo, Ryo Saito, Shiima Nobunaga, Sumo Fuji & Lyguila

- Michinoku Pro Wrestling
  - Futaritabi Tag Team League (1999) – con CIMA

- Toryumon
  - Último Dragón Gym Championship (1 vez)[9]
  - UWA World Trios Championship (3 veces) – con CIMA & Don Fujii[10]
  - NWA World Welterweight Championship (1 vez)[11][12]
  - British Commonwealth Junior Heavyweight Championship (1 vez)[13]
  - One Night Tag Tournament (2002) - con TARU
  - One Night Tag Tournament (2002) - con CIMA

- Pro Wrestling Illustrated
  - Situado en el Nº161 en los PWI 500 de 2003[14]
  - Situado en el N°338 en los PWI 500 de 2006[15]